# بيني روني
خطأ لوا في mw.text.lua على السطر 25: bad argument #1 to 'match' (string expected, got nil).
بيني روني (بالإنجليزية: Benny Rooney)‏ (3 مايو 1943 بغلاسكو في المملكة المتحدة - يوليو 2023) هو مدرب كرة قدم ولاعب كرة قدم بريطاني في مركز الدفاع. لعب مع دندي يونايتد وسانت جونستون ونادي بارتيك ثيسل ونادي دمبرتون ونادي سلتيك.

## وصلات خارجية
- بيني روني على موقع قاعدة بيانات كرة القدم.إي يو (الإنجليزية)
- بيني روني على موقع عالم كرة القدم.نت (الإنجليزية)